# Louis Georges Érasme de Contades
Louis Georges Érasme de Contades, seigneur de Verne, Montgeoffroy, La Roche-Thibaut et autres lieux, est un maréchal de France, né à Mazé (Montgeoffroy) le 11 octobre 1704, et mort à Livry le 19 janvier 1795.

## Biographie

### Famille
Louis Georges Érasme de Contades est issu d'une famille anoblie en 1619. Il est le fils cadet de Gaspard de Contades (1666-1735), lieutenant général, et de son épouse Madeleine-Françoise Grespin de La Chabosselais, il épousa en octobre 1724 Marie-Françoise Nicole Magon de La Lande, fille de l'armateur malouin François-Auguste Magon de La Lande, qui devait finir folle et dont il eut trois enfants :
- Georges Gaspard François Auguste Jean-Baptiste (1726-1794) de Contades, brigadier des armées du roi, qui épousa Julie-Victoire Constantin de Marans (dont postérité) ;
- Adrien Maurice, né le 28 décembre 1736 ;
- Françoise Gertrude (1727-1776), mariée le 4 avril 1747 à Jean-Charles-Pierre de La Haye (1718-1794) comte de Plouër, maître de camp de dragons, qui fut la marraine de François-René de Chateaubriand[2].

Il eut pour maîtresse, à partir de 1737 environ, Hélène Hérault de Séchelles (1715-1798), fille de Jean Moreau de Séchelles (1690-1760) et seconde femme du lieutenant général de police René Hérault (1691-1740), qui lui donna un fils, Jean-Baptiste Martin Hérault de Séchelles (1737-1759), qui épousa lui-même une Magon de La Lande, Marguerite-Marie, petite-fille de François-Auguste. Colonel du régiment de Rouergue,  il tomba alors qu'il combattait sous les ordres de son père à la bataille de Minden, le 18 août 1759. Son fils, le conventionnel Marie-Jean Hérault de Séchelles, que le maréchal faisait passer pour un de ses neveux, était ainsi, en réalité, son petit-fils.
La femme politique Anne d'Ornano, née Anne de Contades, est une de ses descendantes.

### Carrière militaire
Louis Georges Érasme de Contades engagé aux Gardes-Françaises en 1719 fut capitaine en 1729, puis colonel du régiment de Flandres infanterie le 10 mars 1734. Colonel du régiment d'Auvergne le 15 juin 1734 avec lequel il est blessé à la bataille de Parme durant la Guerre de Succession de Pologne. Il soutint victorieusement un siège dans le château de Colorno et fut blessé a Guastalla. 
Il est fait brigadier des armées du roi le 18 octobre 1734, promu maréchal de camp le 1er janvier 1740 après la campagne de Corse. Il servit en Flandre pendant la guerre de succession d'Autriche, il defendit la Bretagne contre des tentatives de débarquement anglais et assista en 1747 le maréchal de Lowendal à la prise de Berg-op-Zoom dans les Provinces-Unies.
Lieutenant général dès le 1er mai 1745, puis nommé inspecteur général de l'infanterie en 1745 , il fit la campagne de Hanovre en 1757, reçut le commandement de l'armée du Rhin et fut nommé maréchal de France en 1758.
Il avait déjà pris part à toutes les guerres que la France eut à soutenir de 1737 à 1748, lorsque le traité d'Aix-la-Chapelle fut rompu. Il fut alors nommé général en chef et quelques années après gouverneur du Fort-Louis en Alsace (janvier 1758). Il fut ensuite nommé commandant en chef à la place du comte-abbé de Clermont après la bataille de Krefeld (23 juin 1758) puis chevalier des ordres du roi (2 février 1759). Après la victoire de Bark sur le prince de Holstein il reçut le cordon bleu.
Il soumit successivement la Hesse-Cassel, Paderborn, Minden, Osnabrück, une partie du Hanovre et Münster ; mais il fut défait à Minden (18 août 1759),  par le prince Ferdinand de Brunswick-Lüneburg. Il allégua les « mauvaises dispositions » du duc de Broglie, sans toutefois convaincre le roi : remplacé par Broglie, Contades fut rappelé en France.
Il reçoit le gouvernement de l'Alsace de 1762 à 1788.
Il est doyen des maréchaux de France le 19 octobre 1788 à la mort du maréchal de Biron et, à ce titre, tint dans son hôtel de la rue d'Anjou à Paris les dernières séances du tribunal de connétablie jusqu'à sa suppression sous la Révolution française.

## Propriétés
- Hôtel de Contades, correspondant à l'actuel no 11 rue d'Anjou, Paris (8e arrondissement) : construit en 1728, l'hôtel avait remplacé un hôtel de Lorraine, nommé d'après François IV-Armand de Lorraine-Armagnac (1665-1728), évêque de Bayeux de 1719 à 1728. Il abrite la mairie du Ier arrondissement de 1835 à 1859 puis du VIIIe arrondissement de 1860 à 1926, date à laquelle il est démoli.
- Château de Montgeoffroy, Mazé (Maine-et-Loire) : la terre de Montgeoffroy fut acquise en 1676 par Érasme de Contades, grand-père du maréchal de Contades. Le château fut reconstruit à partir de 1772 sur l'ordre du maréchal, qui avait l'intention d'y prendre sa retraite, sous la direction de l'architecte parisien Jean-Benoît-Vincent Barré. Le maréchal étant éloigné de l'Anjou, les travaux furent principalement dirigés par son fils, le marquis de Contades, sa belle-fille, Julie Constantin de Marans, son ancienne maîtresse, Hélène Hérault, et la belle-fille de cette dernière, Marie-Marguerite Magon de La Lande. Ils durèrent trois ans.
- Château de Gizeux, Gizeux (Indre-et-Loire).

## États de service
- 10 mars 1734 : colonel du régiment de Flandres infanterie
- 15 juin 1734 : colonel du régiment d'Auvergne
- 18 octobre 1734 : brigadier des armées du roi
- 1er janvier 1740 : maréchal de camp
- 1er mai 1740 : lieutenant général
- janvier 1758 : gouverneur du Fort-Louis
- 24 août 1758 : maréchal de France
- 1763 : commandant en chef en Alsace
- 1788 : gouverneur de Lorraine

## Décorations, titres, honneurs
- 2 février 1759 : chevalier de l'ordre du Saint-Esprit

## Anecdote
Le Maréchal de Contades fut célèbre à Strasbourg pour son faste, la haute qualités de ses réceptions, on attribue à son cuisinier la recette et la forme du fameux paté de Foie Gras de Strasbourg.

## Armoiries
| Figure | Nom du prince et blasonnement |
|        | Armes de la famille de Contades D'or, à l'aigle d'azur, becquée, languée et membrée de gueules., |
|        | Armes du marquis de Contades, doyen des maréchaux de France et chevalier du Saint-Esprit. NB : La devise des Contades (terror belli decus pacis) est devenue celle des maréchaux de France, "terreur dans la guerre et prospérité dans la paix ." |

## Hommages
Une avenue de la ville d'Angers porte son nom, l'avenue Contades (Voir: Hôtel de Contades), ainsi que le parc de près de 8 hectares qu'il a lui-même créé dans l'actuel quartier portant son nom situé dans le centre-ville de Strasbourg. Il existe un quai Maréchal Contades à Épinal.